# Tess Asplund
Maria-Teresa ”Tess” Asplund, född 1974 i Cali i Colombia, är en svensk aktivist som fick uppmärksamhet efter hennes protest mot nynazisternas manifestation under första maj i Borlänge 2016. David Lagerlof är fotografen bakom den virala bilden av Asplund, som visar henne stående mot uniformerade medlemmar av den svenska nordiska motståndsrörelsen med högburet huvud och knytnäve i luften. Bilden gjorde henne till en global symbol för kampen mot rasism. Asplund kommenterade händelsen och ska ha sagt: "Om den här bilden av mig kan få fler att våga visa motstånd, så är allt bra... folket måste förena sig och visa att det inte är okej att rasismen blir normaliserad och att fascister springer runt på våra gator. "
Bilden blev Årets bild 2017. I juryns motiverade stod det: ”Ett dramatiskt ögonblick från en demonstration som i sin enkelhet fångar samtidens pågående konfrontation mellan mångfald och den extrema högern. Kvinnan på bilden blir en representant för det personliga ansvaret – modet att stå upp för sin övertygelse även när handlingen kan ha ett högt pris. Bilden är direkt och samtidigt ikonisk. En minnesvärd bild, en viktig berättelse om Sverige år 2016”.

## Bakgrund
Asplund adopterades när hon var ett par månader gammal och växte upp på den svenska landsbygden. Som 16-åring flyttade hon till Stockholm och bodde hos sina farföräldrar på Gärdet. Asplund bor (2017) i Stockholm och har två döttrar. Hon arbetar (2017) på ett hem för ensamkommande flyktingbarn och har tidigare jobbat som stödlärare på grundskola. Hon beskriver sig själv som afro-svensk. Asplund är medlem i Afrophobia Focus.

## Utmärkelser
År 2016 hamnade Asplund på brittiska BBC:s lista "100 Women" som listar världens mest inspirerande kvinnor, tillsammans med bland annat Alicia Keys, Sherin Khankan och Nadiya Hussain. Temat för årets lista var "defiance" (olydnad). Författaren J.K. Rowling hyllade Asplund och twittrade: ”Titta på den här kvinnan. Tess Asplund, du är fantastisk”.